# Билльстрём, Тобиас
Тобиас Леннарт Билльстрём (швед. Tobias Lennart Billström; род. 27 декабря 1973, Мальмё) — шведский политический и государственный деятель. Член Умеренной коалиционной партии. Министр иностранных дел Швеции с 18 октября 2022 года. Депутат риксдага с 2002 года. В прошлом — министр миграции Швеции (2006—2014).

## Биография
Родился 27 декабря 1973 года в районе Фосие в коммуне Мальмё в лене Мальмёхус (ныне лен Сконе). Родители — учитель профессионального обучения Леннарт Билльстрём (Lennart Billström) и воспитатель дошкольного образования Биргитта Билльстрём (Birgitta Billström), в девичестве Карлссон (Karlsson).
В 1992 году окончил школу в Мальмё. В 2000 году получил степень бакалавра философии (fil.kand.) в Лундском университете. В 2002 году — степень магистра философии в Кембриджском университете и степень магистра философии (fil.mag.) в Лундском университете.
В 1999 году — политический редактор ежедневной газеты Norrbottens-Kuriren лена Норрботтен. В 2000 году — сотрудник компании Inventum Scandinavia AB в Мальмё, в 2000—2001 годах — сотрудник PR-агентства Ehrenberg Marketing und Kommunikation (ныне EHRENBERG SØRENSEN Kommunikation), в 2001 году — политический редактор ежедневной газеты Nordvästra Skånes Tidningar в Энгельхольме.
В 1995—1998 годах — первый заместитель председателя районного совета Оксие (ныне в составе района Сёдер в коммуне Мальмё. В 1998—2002 годах — муниципальный депутат в Мальмё.
По результатам парламентских выборов 2002 года впервые избран депутатом риксдага в округе Мальмё, с тех пор переизбирался в том же округе, в 2022 году — в округе Стокгольм. Был членом Комитета по образованию (2003—2005), членом Комитета социального обеспечения (2005—2006), заместителем председателя шведской делегации в ПАСЕ (2015—2017), членом военной делегации (2016—2022), членом президиума риксдага (2017—2022), членом Комитета по иностранным делам (2017—2022). 29 сентября 2014 года избран первым заместителем председателя риксдага, занимал должность до 10 октября 2017 года. 3 октября 2017 года стал лидером фракции Умеренных в риксдаге.
В 2003—2007 годах возглавлял отделение партии в Мальмё. В 2012—2015 годах — заместитель председателя Европейской народной партии. С 2017 года — член исполнительного совета Wilfried Martens Centre for European Studies, аналитического центра Европейской народной партии и член правления фонда Jarl Hjalmarson Foundation.
6 октября 2006 года назначен министром по вопросам миграции в Министерстве юстиции Швеции в правительстве Фредрика Райнфельдта. Сразу после назначения попал в центр скандала, когда выяснилось, что Билльстрём в течение 10 лет не платил налог на телевидение. 16 октября ушла в отставку министр культуры Сесилия Стегё Чило, которая не платила тот же налог в течение 16 лет. После отставки министра по делам рынка труда Швеции Свена Отто Литторина 7 июля 2010 года исполнял его обязанности до 5 октября 2010 года, когда была назначена Хиллеви Энгстрём. Занимал должность министра миграции до 29 сентября 2014 года.
18 октября 2022 года получил портфель министра иностранных дел Швеции в правительстве Кристерссона. На этом посту отметился как активный противник военного нейтралитета, которого страна придерживалась более двухсот лет, и сторонник вступления в НАТО. Швеция стала членом НАТО 7 марта 2024 года, что Билльстрём относит к числу своих главных заслуг.
4 сентября 2024 года Билльстрём заявил в своём аккаунте в X, что уходит в отставку с 10 сентября и намерен навсегда оставить политическую деятельность: 
Со смесью грусти и гордости я сегодня объявил премьер-министру, что покидаю пост министра иностранных дел в связи с открытием Риксдага во вторник.

Это было нелегкое решение, но я обдумывал его и перерабатывал в течение некоторого времени.
Ряд СМИ связал отставку главы шведской дипломатии с событиями, произошедшими 3 сентября 2024 года под Полтавой. Его преемницей стала Мария Мальмер Стенергард.

## Награды
- Крест Добрососедства (2023, Объединённый переходный кабинет Беларуси)[12]
- Крест «За заслуги» I класса (2024, Министерство иностранных дел Эстонии)[13]